# Forces Armades de Nepal
Les Forces Armades del Nepal són les forces armades del Nepal. L'exèrcit nepalès actual traça les seves arrels històriques directes del Reial Exèrcit del Nepal, famós en el reconeixement de la transició del Nepal d'una monarquia a una república popular escollida en 2006. Compost sobretot per l'Exèrcit Terrestre Nepalès, organitzat en sis divisions de combat actives, en les Forces Armades del Nepal també operen el Servei Aeri de l'Exèrcit de Nepal, una divisió més petita dissenyat per donar suport a les operacions de l'exèrcit i proporcionar suport lleuger de combat proper. L'Exèrcit del Nepal també opera amb formacions més petites responsables de l'organització de la defensa aèria, de la logística, de les comunicacions militars, de l'artilleria, i de les forces aerotransportades dins el territori nepalès. A més, les Forces Armades del Nepal actúen com una força paramilitar encarregada de mantenir la seguretat interna al Nepal. S'ha descrit a vegades com "la força armada més inclusiva", pel fet d'estar composta per més de 125 grups ètnics i una gran balanç entre homes i dones.
Les Forces Armades del Nepal són una força voluntària amb un estimat de 95.000 persones en servei actiu en 2010, amb un pressupost militar anual estimat d'uns 60 milions de dòlars, sense incloure l'assistència militar de la República Popular de la Xina o més recentment dels Estats Units d'Amèrica. Encara que la major part de l'equip militar del Nepal són importacions de la veïna Índia o de la Xina, el Nepal ha rebut 20.000 fusells M16, així com a equip de visió nocturna dels Estats Units per ajudar els esforços contra el terrorisme post-11/9. L'exèrcit nepalès va comprar 1.000 rifles Galil d'Israel i va rebre dos helicòpters V-5 de Rússia que van ser ordenats en 2013.

## Organització
L'actual organització de comandament i control de l'exèrcit del Nepal està plenament garantida en la nova constitució. A partir de febrer de 2012, el Nepal s'encamina cap a la nova era de la pau i el desenvolupament. No obstant això, pot prendre temps per ajustar els alts i baixos polítics a fi de promulgar una nova constitució amb la signatura del públic en general.

### Comandament suprem
Segons l'article 262 de la Constitució del Nepal, el president del Nepal és el Comandant Suprem i Cap de l'Exèrcit del Nepal. Actualment, Bidhya Devi Bhandari, elegida presidenta del Nepal el 28 d'octubre de 2015, és el comandant suprem de l'Exèrcit de Nepal.
Abans de 2006, quan el moviment democràtic al Nepal va obligar el rei a restaurar la democràcia el 2006, l'article 119 de la Constitució de 1990 declarava que Sa Majestat el Rei era el Comandant Suprem del Reial Exèrcit del Nepal. No obstant això, després de la revolució del Poder Popular a l'abril de 2006, la constitució de 1990 ha estat reemplaçada per una constitució provisional que ha apartat al rei de l'exèrcit. El 28 de maig de 2008 la monarquia va ser abolida formalment i el Nepal va ser declarat República. També es va establir l'edat militar als devuit anys.

### Consell de Defensa Nacional
La Constitució del Nepal preveu el Consell de Defensa Nacional, que inclou al primer ministre, el ministre de defensa, al ministre de l'Interior i altres tres ministres nomenats pel primer ministre, que recomanen i dirigeixen al Consell de Ministres la mobilització. Per recomanació del Consell de Ministres, el president autoritza la mobilització, operació i ús de l'Exèrcit de Nepal.
Abans de la Constitució, la Constitució de 1990 es basava en un consell de defensa. Aquest consell solia tenir tres membres, el primer ministre, el ministre de defensa i el Cap de l'Estat Major de l'Exèrcit. D'acord amb la Constitució, el rei (com Comandant Suprem) solia "operar i utilitzar" el "Real Exèrcit Nepal per recomanació" d'aquest consell.